# Бердяев, Александр Николаевич
Алекса́ндр Никола́евич Бердя́ев (1778—1824) — российский командир эпохи наполеоновских войн, генерал-майор.

## Биография
Родился в 1778 году в дворянской семье.
26 июня 1784 года начал свою службу рейтаром в гвардии. В 1794 году получил чин капитана. В 1800 году стал полковником. В 1806 году получил назначение в Тверский драгунский полк. В 1805 году начал участие в наполеоновской войне. 8 ноября 1805 года был взят в плен, но возвратился в полк 15 ноября из-за размена пленными.

12 января 1806 года был награждён орденом Святого Георгия 4-го класса 
В воздаяние отличного мужества и храбрости, оказанных в сражении против французских войск 8 ноября, где, командуя Тверским драгунским полком, неоднократно поражал неприятеля и напоследок в сильной атаке под картечами и ядрами неустрашимо кинулся на онаго.
Умер в 1824 году.